# Wildenfels
Wildenfels är en stad i Landkreis Zwickau i förbundslandet Sachsen i Tyskland. Staden har cirka 3 500 invånare.